# 鈴木和美
鈴木 和美（すずき かずみ、男性、1929年〈昭和4年〉8月28日 - 2003年〈平成15年〉6月29日）は、日本の政治家。参議院議員（3期、日本社会党）、国土庁長官（第28代）。

## 経歴
福島県出身。福島県郡山商業学校（現福島県立郡山商業高等学校）卒。専売労組出身。
1980年6月22日に行われた第12回参議院議員通常選挙において、日本社会党から全国区にて出馬し初当選。
1996年1月11日から1996年11月7日の間、第1次橋本内閣において国土庁長官。
1998年の第18回参議院議員通常選挙に出馬せず、政界を引退。
1999年秋の叙勲で勲一等瑞宝章受章。
2003年6月29日、大腸癌のため死去、73歳。死没日をもって従三位に叙される。